# Franklin J. Schaffner
Franklin James Schaffner (Tóquio, 30 de maio de 1920 — Santa Mônica, 2 de julho de 1989) foi um diretor de cinema estado-unidense.

## Biografia
Filho de um pastor protestante, nasceu na capital japonesa mas foi para a Pensilvânia aos cinco anos, tendo estudado no Colégio Franklin e Marshall em Lancaster, já participando de atividades de teatro. Estudou Direito na Universidade de Columbia, em Nova York, mas sua educação foi interrompida pelo serviço militar na Marinha dos Estados Unidos na Segunda Guerra Mundial durante a qual ele serviu com as forças estado-unidenses de anfíbios na Europa e Norte da África. Já próximo ao fim da guerra foi enviado para o Extremo Oriente, a fim de servir no Escritório de Serviços Estratégicos.
Depois da Guerra trabalhou numa organização pacifista, onde realizou documentários e ingressou na então nascente CBS, tendo sido um dos seus primeiros diretores. Ele ganhou o Emmy de direção por seu trabalho em 1954 na CBS por Twelve Angry Men. Schaffner ganhou mais dois prêmios Emmy por seu trabalho na adaptação para a televisão, em 1955 da peça teatral da Broadway, "The Caine Mutiny Court Martial", mostrado na antológica série Ford Star Jubilee. Ele ganhou seu quarto Prêmio Emmy por seu trabalho na série televisiva, The Defenders.
Estreou no cinema em 1963 com "The Stripper", estrelado por Joanne Woodward. Em 1965 veio o sucesso com "The War Lord", estrelado por Charlton Heston e dirigiu o grande sucesso Planet of the Apes, em 1968. Seu  filme seguinte, Patton, rendeu-lhe o Oscar de Melhor Diretor. Jerry Goldsmith compôs a trilha sonora para muitos de seus antigos filmes, inclusive para o Planet of the Apes, Papillon e The Boys from Brazil.
Schaffner casou com Helen Jane Gilchrist em 1948. O casal teve duas filhas.
Schaffner foi indicado oito vezes para o Oscar de melhor diretor, mas ganhou apenas uma vez, em 1970 por "Patton". Foi também diretor de mais de 150 trabalhos entre filmes para a televisão, programas de entrevistas e teleteatros. Ele presidiu a Associação de Diretores de Cinema dos Estados Unidos em 1987 e foi membro do Conselho Nacional de Artes.
Schaffner morreu em 1989 de câncer no esôfago e foi sepultado no Westwood Village Memorial Park Cemetery em Westwood, Los Angeles, Califórnia.

## Filmografia
- Woman of Summer (1963)
- The Best Man (1964)
- The War Lord (1965)
- The Double Man (1967)
- Planet of the Apes (1968)
- Patton (1970)
- Nicholas and Alexandra (1971)
- Papillon (1973)
- Islands in the Stream (1976)
- The Boys from Brazil (1978)
- Sphinx (1980)
- Yes, Giorgio (1982)
- Lionheart (1987)
- Welcome Home (1989)